# Elise Loum
Elise Loum   (1956) és una política txadiana que va ser diputada de l'Assamblea Nacional del Txad i vicepresidenta del Parlament Panafricà de la Unió Africana entre el 2004 i el 2009.

## Biografia
El 1983 va rebre un certificat de professora de secundària del Col·legi de Professors Superiors, N'Djamena (Txad), i va exercir de professora d'anglès d'ensenyament secundari.
El 1986 va obtenir el primer certificat en anglès del Centre d'Estudis Anglesos de la Colchester, de la Universitat d'Essex, Colchester (Essex, Regne Unit), i el 1990 va obtenir un certificat en educació a la Universitat del Nord d'Arizona.
Durant un any el 1987 va formar experts a l'Associació Holandesa per al Desenvolupament.
Té un Certificat en Gestió de Recursos Humans per la Universitat Catòlica de Yaoundé - Universitat de Louvain (Bèlgica), i CEFOD, N'Djaména. És titular del certificat de proves d'educació (Programes internacionals de proves i formació) de Princeton, Nova Jersey.
Del 1995 al 1998 va ser directora de la secundària Félix Éboué a N'Djaména.
El 1995 es va incorporar al cos de pau que treballa al Txad.
El 1999 es va convertir en cap de servei educatiu de l'Oficina del Primer Ministre.
Durant un any el 2000 va ser assessora tècnica del president de la República del Txad, i el 2001, ministra d'Afers Socials, Infància i Família, que va exercir fins al 2002.
El juny de 2002 va esdevenir la segona vicepresidenta de l'Assemblea Nacional del Txad. També va ser vicepresidenta segona de l'Assemblea Nacional.
És membre de les organitzacions següents:
- Membre de la Unió de Professors Txadians.
- Membre i Presidenta per a la Xarxa de dones africanes per la pau.
- Membre de l'Associació per a la Promoció de les Llibertats Fonamentals al Txad.[1]
- Membre de CIVITAS.